# María Ángeles Fernández Muñoz
María Ángeles Fernández Muñoz (Madrid, 1972) es una periodista de radio y televisión española.   

## Trayectoria
Diplomada en Enfermería por la Universidad Pontificia Comillas y licenciada en Ciencias de la Información por la Universidad Complutense de Madrid.    
Comenzó su carrera periodística en 1994 en Radio Televisión Diocesana de Toledo donde dirigió y presentó los programas La familia de la tarde, Los signos de los tiempos, En familia, Cultura de la vida, y la tertulia sociopolítica La voz a ti debida.    
Desde enero de 2001 dirige y presenta el programa Últimas preguntas en La 2 y en el Canal Internacional de Televisión Española. También dirige y presenta el programa Frontera y el boletín de noticias Buena nueva, en Radio Nacional de España, desde septiembre de 2008.  
Entre otros trabajos, ha dirigido los documentales Biografía de Juan Pablo II y Peregrinos en Tierra Santa. Colabora en distintas publicaciones socioreligiosas y también es autora de diferentes artículos relacionados con la adopción y el acogimiento familiar.
En el año 2008 publicó el libro Adopción. Al encuentro de la vida. También ha participado en los libros "Los retos del comunicador católico" (2017), "Dame tiempo" (2019) y "Tejer historias. Comunicar esperanza en tiempos de pandemia" (2020).

## Libros
- Fernández Muñoz, María Ángeles (noviembre, 2008). Adopción. Al encuentro de la vida. San Pablo. p. 176. ISBN 9788428534079. «La maternidad y la paternidad son una vocación, una llamada que nace del Amor y que encuentra su respuesta en el amor al servicio de la vida».
- VVAA. Los retos del comunicador católico. 2017
- VV.AA. Dame tiempo (2019)
- VV.AA. Tejer historias. Comunicar esperanza en tiempos de pandemia. (2020)

## Artículos
- María Ángeles Fernández (2011). «Comunicar la Buena Noticia». Archivado desde el original el 3 de julio de 2012. Consultado el 3 de febrero de 2013.

- María Ángeles Fernández (14 de septiembre de 2008). «Testimonios de mujeres que han abortado». Archivado desde el original el 30 de diciembre de 2014. Consultado el 30 de diciembre de 2014.
- María Ángeles Fernández (7 de septiembre de 2008). «En el lugar de la mujer». Archivado desde el original el 30 de diciembre de 2014. Consultado el 30 de diciembre de 2014.